# Gaius Ceionius Rufius Volusianus (Konsul)
Gaius Ceionius Rufius Volusianus (* ca. 246/249) war ein römischer Politiker und Prätorianerpräfekt.
Volusianus stammte aus der Familie der Ceionier und war clarissimus vir, gehörte also dem Senatorenstand an. Von 281/283 bis 289/291 war er, zunächst unter Kaiser Carinus, dann unter Diokletian, Corrector Italiae (Statthalter von Italien). Von Kaiser Maxentius zum Prokonsul der Provinz Africa ernannt (305/306?), schlug er – inzwischen zum Prätorianerpräfekten ernannt – gemeinsam mit Zenas die Usurpation des Domitius Alexander in Africa nieder (309/310). Dafür wurde er von Maxentius mit der Stadtpräfektur von Rom (310–311) und dem Konsulat für das Jahr 311 belohnt, das er gemeinsam mit Aradius Rufinus innehatte.
Nachdem Maxentius 312 im Kampf gegen seinen Rivalen Konstantin gefallen war, ging Volusianus vorübergehend aller Ehren verlustig. Konstantin machte ihn jedoch schließlich erneut zum Stadtpräfekten (313–315) und zum Konsul (314). 321 wurde er auch zum zweiten Mal Prätorianerpräfekt.
Volusianus war mit Nummia Albina, Tochter des Nummius Albinus (Konsul 263), verheiratet; sein Sohn war Ceionius Rufius Albinus (Konsul 335).